# Атавизм

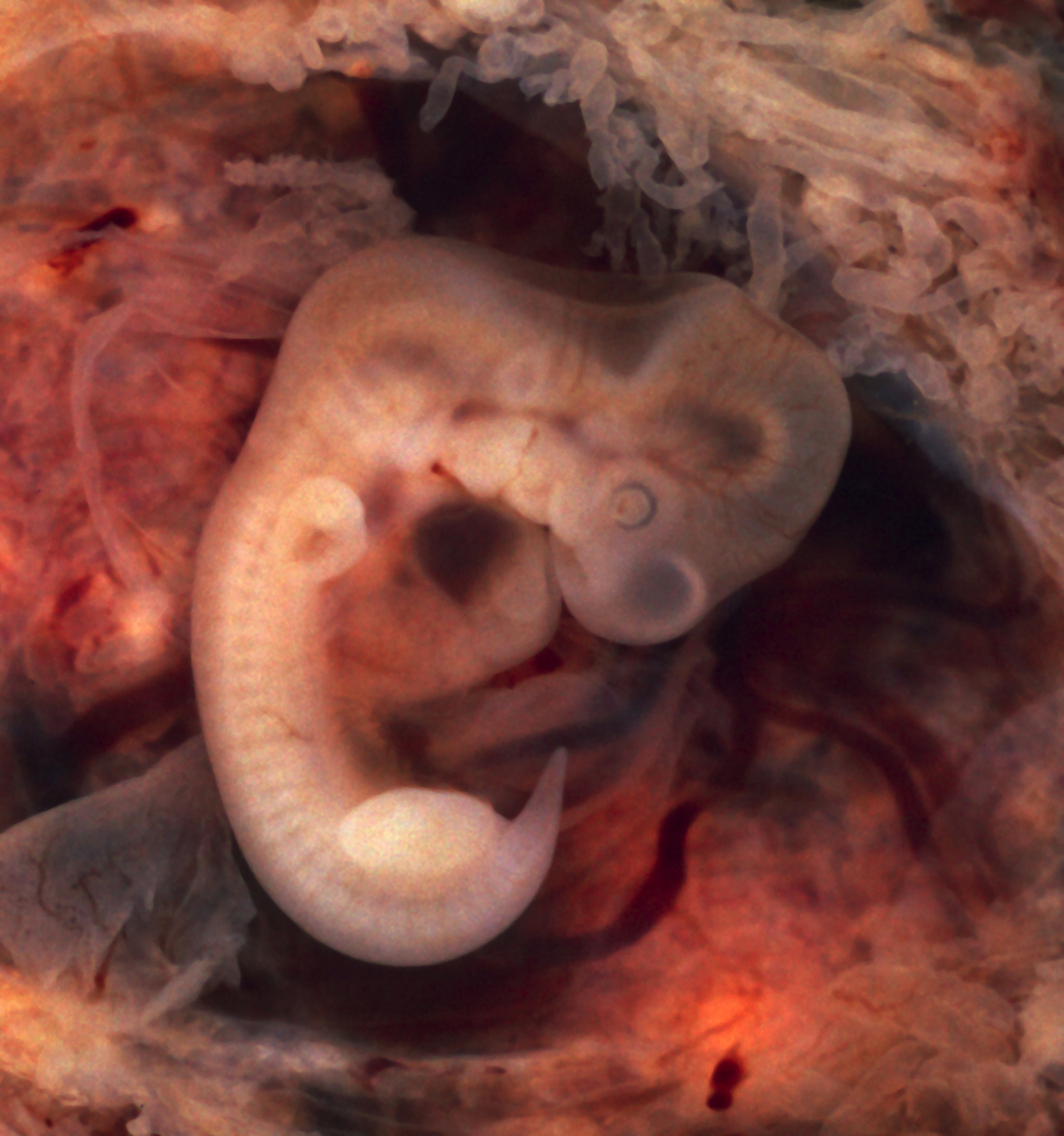
На фото развивающегося плода человека виден хвост; в дальнейшем, если развитие плода происходит правильно, он исчезает. Также видны жаберные мешки.

Атави́зм (от лат. atavus «отдалённый предок») — появление у отдельных организмов данного вида признаков, свойственных отдалённым предкам, но отсутствующих у ближайших, то есть утраченных в ходе эволюции. Проявление атавизма в онтогенезе особи объясняется тем, что древние гены (и морфогенетические системы), ответственные за данный признак, сохраняются в геноме, но их действие при нормальном развитии блокируется другими генами (репрессорами). В развитии отдельных особей по различным причинам блокирующее действие может быть снято и признак проявляется вновь. Иногда атавизм возникает при регенерации утраченных особью органов, а также при ретардации — задержке онтогенетического развития какого-либо признака на ранних стадиях.

## Атавизмы у животных
Примеры атавизма: трёхпалость у современных лошадей, задняя пара плавников у китообразных (развившихся из рудиментарных костей).

### Учеловека
Хвостовидный придаток, сплошной волосяной покров на теле, добавочные пары молочных желез. Отдельные признаки (например, незаращение предсердной перегородки и некоторые другие врождённые пороки сердца) могут служить основой для возникновения патологических изменений или препятствовать нормальному функционированию организма.
В популярной литературе атавизмами часто называют явления, для которых современная наука установила другую природу — например, микроцефалию и заячью губу.

## Атавизмы у растений
Атавизмы встречаются и у растений. В качестве примера можно привести цветки, появление 10 тычинок у первоцветов, имеющих в нормальном состоянии 5 тычинок. 10 тычинок имели далекие предки данного растения.
Атавизмом у растений является возникновение у австралийских акаций перистосложных листьев. Обычно у акаций листовые пластинки отсутствуют, черешки преобразованы в филлодии, плоские листоподобные образования, но иногда у акаций появляются перистосложные листья.